# Воропаев, Геннадий Иванович
Генна́дий Ива́нович Воропа́ев (27 мая 1931, Москва, СССР — 30 июля 2001, Санкт-Петербург, Россия) — советский и российский актёр театра и кино, заслуженный артист РСФСР (1991).

## Биография
Геннадий Воропаев родился 27 мая 1931 года в Москве. Во время Великой Отечественной войны был эвакуирован в Оренбургскую область — там начал «актёрствовать»: выступал в военных сценках в госпиталях. После окончания войны Воропаев ушёл в самодеятельность. В 1950 году, вернувшись в Москву, поступил в Высшее театральное училище имени М. С. Щепкина при Малом театре. После окончания училища, в 1955 году, получил распределение в Русский театр Вильнюса, но проработал там недолго — всего год.
В 1957 году приехал в Ленинград и был принят в Ленинградский ТЮЗ его основателем А. А. Брянцевым. Там за два года сыграл множество ролей — самых разноплановых — и в результате был замечен Николаем Акимовым, которому как раз нужен был молодой герой для спектакля «Рассказ одной девушки» (по А. Тверскому), и с 1959 года до конца жизни Геннадий Воропаев служил артистом Ленинградского Театра комедии.

### Театр Комедии

#### Акимов
1960-е годы подарили череду прекрасных ролей: Кречинский (А. Сухово-Кобылин, «Свадьба Кречинского»), Дон Жуан (Байрон, «Дон Жуан»), роли в пьесах Е. Шварц — Ланцелот в «Драконе», Учёный во второй редакции «Тени»…
«Вы будете играть и это, и то», — сказал Акимов. И выполнил обещание. Шут в «Двенадцатой ночи», Родольфо в «Цилиндре» — лучшие характерные роли актера останутся в памяти поколений зрителей Петербурга.

#### ПослеАкимова
Вадим Голиков, назначенный главным режиссёром Театра Комедии после смерти Н. П. Акимова, занял Г. И. Воропаева в своих спектаклях «Сослуживцы» по Э. Брагинскому и Э. Рязанову (Новосельцев) и «Романтики» по Э. Ростану (Страфорель). Обе эти роли принесли актёру успех; спектакли шли долго и успешно. Именно в период руководства В. С. Голикова Пётр Наумович Фоменко, — тогда очередной режиссёр Театра Комедии, — предложил актёру роль Гусятникова в спектакле «Этот милый старый дом» по пьесе А. Арбузова. Роль Гусятникова — невероятнейшая, трогательная, с такой чистотой и искренностью играемая актёром, стала его новым открытием. «Этот милый старый дом» оказался программным спектаклем для Театра Комедии на долгие годы. Его сыграли 500 раз, им открывали и закрывали сезоны в Ленинграде, успешно играли на гастролях.
Далее — уже в период руководства П. Н. Фоменко (1977—1981) были новые достижения Геннадия Воропаева в спектаклях Театра Комедии того времени: «Лес» (роль Несчастливцева), «Характеры» (роль Худякова), и позднее — в спектаклях «Всё о Еве», «Филумена Мартурано», «Бешеные деньги», «Страсти по Мольеру».

#### Последние годы
В последние годы активно продолжал творческую деятельность, играл небольшие, но яркие роли в театре. Последняя премьера состоялась весной 2001 года в театре «Особняк», в спектакле Владимира Михельсона «Зелёные щёки апреля».
Скончался 30 июля 2001 года в Санкт-Петербурге на 71-м году жизни. Похоронен на Смоленском кладбище в Санкт-Петербурге.

### Взаимоотношения с кино
Популярность принесла работа в «Вертикали» с Высоцким. Воропаев исполнил одну из центральных ролей — альпиниста, который скрыл от друзей радиограмму об ухудшении погоды, из-за чего чуть не погиб сам и вся экспедиция оказалась под угрозой смерти.
Снимался в кино нечасто. Но, несмотря на большую загруженность в театре, актёр смог создать яркие образы в фильмах: «Олеся» с Чурсиной, «Эксперимент доктора Абста», «Особое мнение».
Одна из последних киноработ — роль отца Долли в американской версии «Анны Карениной».

### Личная жизнь
Первая жена: Татьяна Ионас (род. 3 ноября 1932 года), советская и российская актриса театра и кино.
Вторая жена: Алла Осипенко (16 июня 1932 — 12 мая 2025), артистка балета, народная артистка РСФСР (1960).
- Сын — Иван  Воропаев (1962 — 1997), актёр и бизнесмен, скоропостижно умер[источник не указан 230 дней].
  - Внук — Данила Воропаев (род. 1990), актёр.
    - Правнучка — Мария (род. 2013)

Были романы с Ниной Ургант (1929 — 2021), актриса театра и кино, народная артистка РСФСР (1974) и со  Светланой Карпинской (1937 — 2017), актриса театра и кино, народная артистка Российской Федерации (2009), от которой родилась дочь Екатерина.

## Награды и признание
- Заслуженный артист РСФСР (1991).

## Фильмография
- 1959 — Шинель — чиновник
- 1961 — Пёстрые рассказы — Павел Сергеевич Вихленев
- 1963 — Конец и начало — Кимон
- 1965 — Первый посетитель — Павел Дыбенко
- 1965 — Как вас теперь называть? — Мюллер, капитан, начальник канцелярии
- 1966 — Их знали только в лицо — Умберто Фарино
- 1967 — Вертикаль — Геннадий
- 1967 — Особое мнение — Городецкий
- 1968 — Эксперимент доктора Абста — Пеллае
- 1968 — Крах — Пузицкий
- 1970 — Олеся — Иван Тимофеевич Порошин
- 1972 — Петерс — Илларионов
- 1974 — Контрабанда — «Француз»
- 1977 — Хождение по мукам
- 1977 — Свидетельство о бедности — Макс Цинклер
- 1981  — Пропавшие среди живых  — хозяин белой «Волги», которую угоняет Миша - «Кошмарик».
- 1985 — Иван Бабушкин — Витте
- 1985 — Грядущему веку — Степан Степанович Томилин, второй секретарь обкома КПСС
- 1989 — И повторится всё… — генерал
- 1990 — Закат — Иван Пятирубель, кузнец
- 1992 — Третий дубль
- 1992 — Искупительная жертва — доктор Боткин
- 1992 — Рин. Легенда об иконе — Александр II
- 1993 — Великая княгиня Елисавета — Александр III
- 1993 — Раскол — петербургский градоначальник Клейгельс
- 1993 — Конь белый — доктор Боткин
- 1993 — Ты у меня одна — сослуживец Тимошина
- 1993 — Проклятие Дюран — Мийо
- 1995 — Четвёртая планета
- 2000 — Воспоминания о Шерлоке Холмсе — Король Англии Эдуард VII
- 2000 — Улицы разбитых фонарей: «Раритет» — Семен Владимирович Креймер
- 2000 — Империя под ударом — швейцар в доме Столыпина
- 2000 — Охота на Золушку — Юнкеров-старший